# I конная когорта ретов
I конная когорта ретов (лат. Cohors I Raetorum equitata) — вспомогательное подразделение армии Древнего Рима.
Данное подразделение было набрано из жителей провинции Реция примерно после 70 года. Оно впервые появляется в датируемой эпиграфической надписи в 75 году. В это время когорта дислоцировалась в Мёзии. Не позднее 135 года она была переброшена в Каппадокию. В 135 году подразделение было частью римской армии, воевавшей против вторгшихся в провинцию алан под командованием легата пропретора Луция Флавия Арриана. В 148 году когорта стала лагерем в провинции Азия. Вероятно, она всё ещё находилась там в 240—244 годах, к которым относится последняя датируемая надпись на камне, обнаруженная в Эвмении. К этому времени когорта носила почетное звание «Гордианова» (в честь императора Гордиана I).